# Gran Premio de España de Motociclismo de 1978
El Gran Premio de España de Motociclismo de 1978 fue la segunda prueba de la temporada 1978 del Campeonato Mundial de Motociclismo. El Gran Premio se disputó el 16 de abril de 1978 en el Circuito del Jarama.

## Resultados 500cc
Carrera muy dinámica en 500cc. El estadounidense Kenny Roberts se destacó de manera clara en la cabeza hasta que su mando de gas se endureció y tuvo que ceder terreno. Eso fue aprovechado por Pat Hennen, que había liderado la carrera en las tres primeras vueltas, para adjudicarse la victoria.
| Pos.     | Piloto                       | Equipo  | Tiempo     | Pts. |
| -------- | ---------------------------- | ------- | ---------- | ---- |
| 1        | Pat Hennen                   | Suzuki  | 57' 45" 8  | 15   |
| 2        | Kenny Roberts                | Yamaha  | +7" 3      | 12   |
| 3        | Takazumi Katayama            | Yamaha  | +8" 9      | 10   |
| 4        | Johnny Cecotto               | Yamaha  | +14" 3     | 8    |
| 5        | Barry Sheene                 | Suzuki  | +14" 7     | 6    |
| 6        | Steve Baker                  | Suzuki  | +16" 5     | 5    |
| 7        | Teuvo Länsivuori             | Suzuki  | +1' 01" 5  | 4    |
| 8        | Christian Estrosi            | Suzuki  | +1' 10" 7  | 3    |
| 9        | Wil Hartog                   | Suzuki  | +1' 14" 9  | 2    |
| 10       | Steve Parrish                | Suzuki  | +1 Vuelta  | 1    |
| 11       | Boet van Dulmen              | Suzuki  | +1 Vuelta  |      |
| 12       | Jean-Philippe Orban          | Suzuki  | +1 Vuelta  |      |
| 13       | Tom Herron                   | Suzuki  | +1 Vuelta  |      |
| 14       | Michel Rougerie              | Suzuki  | +2 Vueltas |      |
| 15       | Leslie van Breda             | Suzuki  | +2 Vueltas |      |
| 16       | Bruno Kneubühler             | Suzuki  | +2 Vueltas |      |
| 17       | Clive Padgett                | Yamaha  | +2 Vueltas |      |
| 18       | Alex George                  | Suzuki  | +2 Vueltas |      |
| 19       | Fernando González de Nicolás | Suzuki  | +3 Vueltas |      |
| Ret      | Virginio Ferrari             | Suzuki  | Ret        |      |
| Ret      | Ikujiro Takai                | Yamaha  | Ret        |      |
| Ret      | Max Wiener                   | Suzuki  | Ret        |      |
| Ret      | Philippe Coulon              | Suzuki  | Ret        |      |
| Ret      | Marco Lucchinelli            | Suzuki  | Ret        |      |
| Ret      | John Newbold                 | Suzuki  | Ret        |      |
| Ret      | Olivier Chevallier           | Yamaha  | Ret        |      |
| Ret      | Jon Ekerold                  | Suzuki  | Ret        |      |
| Ret      | Pentti Korhonen              | Suzuki  | Ret        |      |
| DNQ      | Francisco Pérez              | Suzuki  | DNQ        |      |
| DNQ      | Carlos de San Antonio        | Suzuki  | DNQ        |      |
| DNQ      | Seppo Ojala                  | Yamaha  | DNQ        |      |
| DNQ      | Gianni Rolando               | Suzuki  | DNQ        |      |
| DNQ      | Kimmo Kopra                  | Yamaha  | DNQ        |      |
| DNQ      | Víctor Palomo                | Bultaco | DNQ        |      |
| DNQ      | Eddie Roberts                | Suzuki  | DNQ        |      |
| Sources: |                              |         |            |      |

## Resultados 250cc
En el cuarto de litro, triunfo incontestable del australiano Gregg Hansford en un interesante duelo con Kenny Roberts. A mucha distancia llegaron, Franco Uncini y Kork Ballington, tercero y cuarto respectivamente.
| Pos. | Piloto             | Equipo        | Tiempo     | Pts. |
| ---- | ------------------ | ------------- | ---------- | ---- |
| 1    | Gregg Hansford     | Kawasaki      | 49' 27" 3  | 15   |
| 2    | Kenny Roberts      | Yamaha        | +10" 3     | 12   |
| 3    | Franco Uncini      | Yamaha        | +45" 8     | 10   |
| 4    | Kork Ballington    | Kawasaki      | +50" 2     | 8    |
| 5    | Jon Ekerold        | Yamaha        | +1' 21" 9  | 6    |
| 6    | Mick Grant         | Kawasaki      | +1' 22" 6  | 5    |
| 7    | Olivier Chevallier | Yamaha        | +1 Vuelta  | 4    |
| 8    | Tom Herron         | Yamaha        | +1 Vuelta  | 3    |
| 9    | Ray Quincey        | Yamaha        | +1 Vuelta  | 2    |
| 10   | Chas Mortimer      | Maxton-Yamaha | +1 Vuelta  | 1    |
| 11   | Anton Mang         | Kawasaki      | +1 Vuelta  |      |
| 12   | Vic Soussan        | Yamaha        | +1 Vuelta  |      |
| 13   | Pentti Korhonen    | Yamaha        | +1 Vuelta  |      |
| 14   | Leslie van Breda   | Yamaha        | +1 Vuelta  |      |
| 15   | Ángel Nieto        | Yamaha        | +1 Vuelta  |      |
| 16   | Carlos Morante     | Yamaha        | +1 Vuelta  |      |
| 17   | Eduardo Alemán     | Yamaha        | +1 Vuelta  |      |
| 18   | Eero Hyvärinen     | Yamaha        | +2 Vueltas |      |
| 19   | Roland Freymond    | Yamaha        | +2 Vueltas |      |
| Ret  | Benjamín Grau      | Derbi         | Ret        |      |
| Ret  | Patrick Fernandez  | Yamaha        | Ret        |      |
| Ret  | Etienne Geeraerdt  | Yamaha        | Ret        |      |
| Ret  | Paolo Pileri       | Morbidelli    | Ret        |      |
| Ret  | Carlos Lavado      | Yamaha        | Ret        |      |
| Ret  | Mario Lega         | Morbidelli    | Ret        |      |
| Ret  | Éric Saul          | Yamaha        | Ret        |      |
| Ret  | Pierluigi Conforti | Yamaha        | Ret        |      |
| Ret  | Bruno Kneubühler   | Yamaha        | Ret        |      |
| Ret  | Hans Müller        | Yamaha        | Ret        |      |

## Resultados 125cc
En el octavo de litro, el español Ángel Nieto estuvo mandando desde el principio pero le motor de su Bultaco volvió a fallar. En cambio, Eugenio Lazzarini, viniendo muy fuerte desde atrás, cazaba a Pierluigi Conforti y el francés Thierry Espié que comandaban la carrera. Pero desde que se colocó delante en la décima vuelta, el de MBA se fue como quiso y tan sólo el abandono de Conforti y la lucha entre Espié y Harald Bartol por la segunda plaza, le facilitaron la victoria.
| Pos. | Piloto                 | Moto       | Tiempo     | Pts. |
| ---- | ---------------------- | ---------- | ---------- | ---- |
| 1    | Eugenio Lazzarini      | MBA        | 47' 54" 8  | 15   |
| 2    | Thierry Espié          | Motobécane | +36" 7     | 12   |
| 3    | Harald Bartol          | Morbidelli | +1' 05" 9  | 10   |
| 4    | Clive Horton           | Morbidelli | +1' 23" 5  | 8    |
| 5    | Felice Agostini        | Morbidelli | +1' 35" 1  | 6    |
| 6    | Jean-Louis Guignabodet | Bender     | +1' 43" 9  | 5    |
| 7    | Miguel Cortés          | Morbidelli | +1' 46" 9  | 4    |
| 8    | Thierry Noblesse       | Morbidelli | +1' 47" 9  | 3    |
| 9    | Per-Edvard Carlsson    | Morbidelli | +1' 48" 3  | 2    |
| 10   | Patrick Plisson        | Morbidelli | +1 Vuelta  | 1    |
| 11   | Julien van Zeebroeck   | Morbidelli | +1 Vuelta  |      |
| 12   | Iván Palazzese         | Morbidelli | +1 Vuelta  |      |
| 13   | Rolf Blatter           | Morbidelli | +1 Vuelta  |      |
| 14   | Stefan Dörflinger      | Morbidelli | +1 Vuelta  |      |
| 15   | Cees van Dongen        | Morbidelli | +1 Vuelta  |      |
| 16   | Walter Koschine        | Bender     | +1 Vuelta  |      |
| 17   | Francisco Román        | Morbidelli | +1 Vuelta  |      |
| 18   | Fabrizio Frollani      | Morbidelli | +2 Vueltas |      |
| Ret  | Pier Paolo Bianchi     | Minarelli  | Ret        |      |
| Ret  | Ángel Nieto            | Bultaco    | Ret        |      |
| Ret  | Pierluigi Conforti     | MBA        | Ret        |      |
| Ret  | Maurizio Massimiani    | Morbidelli | Ret        |      |
| Ret  | Hans Müller            | Morbidelli | Ret        |      |
| Ret  | François Granon        | Morbidelli | Ret        |      |
| Ret  | Matti Kinnunen         | Morbidelli | Ret        |      |
| Ret  | Pedro Cegarra          |            | Ret        |      |
| Ret  | Jorge Navarrete        |            | Ret        |      |
| Ret  | Aldo Pero              | Morbidelli | Ret        |      |

## Resultados 50cc
En la categoría menor cilindrada, el español Ricardo Tormo estuvo liderando con firmeza la carrera hasta cuarto vueltas antes del final cuando se le gripó el freno trasero y fue adelantado por el italiano Eugenio Lazzarini, que iba a mucha distancia de él, para adjudicarse la victoria. El francés Patrick Plisson completó el podio.
| Pos. | Piloto               | Moto     | Tiempo     | Pts. |
| ---- | -------------------- | -------- | ---------- | ---- |
| 1    | Eugenio Lazzarini    | Kreidler | 35' 02" 5  | 15   |
| 2    | Ricardo Tormo        | Bultaco  | +4" 2      | 12   |
| 3    | Patrick Plisson      | ABF      | +1' 05" 8  | 10   |
| 4    | Wolfgang Müller      | Kreidler | +1' 14" 6  | 8    |
| 5    | Cees van Dongen      | Kreidler | +1' 46" 7  | 6    |
| 6    | Daniel Corvi         | Kreidler | +1' 56" 6  | 5    |
| 7    | Theo Timmer          | Kreidler | +2' 04" 6  | 4    |
| 8    | Ramón Galí           | Bultaco  | +1 Vuelta  | 3    |
| 9    | Aldo Pero            | Kreidler | +1 Vuelta  | 2    |
| 10   | Javier Mira          | Derbi    | +1 Vuelta  | 1    |
| 11   | Jorge Navarrete      | Bultaco  | +1 Vuelta  |      |
| 12   | Jacky Hutteau        | Kreidler | +1 Vuelta  |      |
| 13   | Rolf Blatter         | Kreidler | +1 Vuelta  |      |
| 14   | Rudolf Kunz          | Kreidler | +1 Vuelta  |      |
| 15   | Vicente Ferrer       | Derbi    | +1 Vuelta  |      |
| 16   | Hermano Sande        | Kreidler | +4 Vueltas |      |
| Ret  | Ingo Emmerich        | Kreidler | Ret        |      |
| Ret  | Joaquim Galí         | Bultaco  | Ret        |      |
| Ret  | Stefan Dörflinger    | Kreidler | Ret        |      |
| Ret  | Julien van Zeebroeck | Kreidler | Ret        |      |
| Ret  | Gaspar Legaz         | Derbi    | Ret        |      |
| Ret  | Claudio Lusuardi     | Bultaco  | Ret        |      |
| Ret  | Peter Looijesteijn   | Kreidler | Ret        |      |
| Ret  | Hagen Klein          | Kreidler | Ret        |      |
| Ret  | Charles Dumont       | Kreidler | Ret        |      |
| Ret  | Pierre Dumont        | Kreidler | Ret        |      |
| Ret  | Salvador Ventosa     | Kreidler | Ret        |      |
| DNS  | Francisco Román      |          | DNS        |      |
| DNS  | Günter Schirnhofer   | Kreidler | DNS        |      |
| DNQ  | Daniel Mateos        |          | DNQ        |      |